# Непрохані гості (фільм, 1975)
«Непрохані гості» — радянський кіноальманах з двох новел 1975 року, знятий режисерами Леваном Хотіварі, Бубою Хотіварі і Валеріаном Квачадзе на кіностудії «Грузія-фільм».

## Сюжет
Телефільм, який складаається з новел: «Непрохані гості» і «Чирики та Чікотела».

### «Непрохані гості»
За оповіданням Шіо Арагвіспірелі. Троє чоловіків і непосида-хлопчик ходять селом і не знають, до кого в гості зайти.

### «Чірікі Чікотела»
За однойменним оповіданням Георгія Леонідзе.

## У ролях
- Джемал Гаганідзе — Чірікі (дублював Микола Граббе)
- Етері Абзіанідзе — Зізіла (дублювала Ольга Красіна)
- Язон Бакрадзе — Чампура (дублював Юрій Мартинов)
- Бадрі Бегалішвілі — Чікотела (дублював Володимир Ферапонтов)
- Лейла Дзіграшвілі — Шошмана (дублювала Марія Кремнєва)
- Ніно Долідзе — Тетруа (дублювала Ольга Кобелєва)
- Марина Тбілелі — Ташнаура (дублювала Ніна Зорська)
- Дато Вашакідзе — Сандала (дублював Олександр Вігдоров)
- Ч. Чоніашвілі — Кікрикіко (дублював Олександр Вігдоров)
- Г. Гоніашвілі — Кікіріко
- Гіві Берікашвілі — Фіруза (дублював Костянтин Тиртов)
- Гулчіна Дадіані — Макріне, дружина Елібо (дублювала Валентина Бєляєва)
- Кахі Кавсадзе — Елібо, господар будинку (дублював Георгій Тонунц)
- Авто Кварацхеліа — роль другого плану
- Александре Купрашвілі — приятель Закро, Фірузи та Тедо
- Гія Лазішвілі — роль другого плану
- Зураб Лаферадзе — священик (дублював Яків Бєлєнький)
- Ємзар Ніколадзе — роль другого плану
- Нодар Піранішвілі — Ерігіді (дублював Геннадій Юдін)
- Карло Саканделідзе — Закро (дублював Віктор Філіппов)
- Лео Сохашвілі — Єдиноріг (дублював Юрій Леонідов)
- Гігуша Циклаурі — роль другого плану
- Василь Чхаїдзе — роль другого плану
- Рамаз Чхиквадзе — Гітара-майор (дублював Лев Поляков)
- З. Бахтадзе — епізод
- І. Джавахішвілі — епізод
- Г. Модрекіладзе — епізод

## Знімальна група
- Режисери — Леван Хотіварі, Буба Хотіварі, Валеріан Квачадзе
- Сценаристи — Елгуджа Жгенті, Буба Хотіварі, Реваз Інанішвілі
- Оператори — Леван Намгалашвілі, Нугзар Рухадзе
- Композитори — Бідзіна Квернадзе, Давид Торадзе
- Художники — Реваз Мірзашвілі, Кахабер Хуцішвілі